# AMR 35
Die Automitrailleuse de Reconnaissance 35 (AMR 35) war ein leichter Panzer der französischen Armee vor und während des Zweiten Weltkrieges. Aus dem ursprünglichen Grundentwurf des Panzers Renault ZT (Firmenbezeichnung) wurden während der Produktionszeit, weitere Fahrzeugtypen entwickelt, die auf dem gleichen Fahrgestell beruhen.

## Hintergrund
Während des Ersten Weltkrieges konnte die Kavallerietruppe der französischen Armee ihren historischen Aufgaben auf dem Schlachtfeld nicht mehr erfüllen. Zwar blieben einige Verbände erhalten und hatten auch nach dem Krieg noch eine Bedeutung für die französischen Kolonien (der Levante und in Nordafrika), doch der Einsatz von berittenen Einheiten war in den Zeiten des Maschinengewehrs auf die Aufklärung, Flankensicherung und auf das Überbringen von eiligen Nachrichten reduziert worden.
Frühe Versuche mit Panzerwagen, automitrailleuses und auto canons, ab 1902 zeigten den Willen der Kavallerie, sich auf die modernen Zeiten einzustellen, doch waren dem vor dem Ersten Weltkrieg erhebliche technische Grenzen gesetzt. Nach dem Krieg erklärte der einflussreiche Kavallerieoffizier, Géneral Maxime Weygand, in einer Veröffentlichung von 1921, dass der künftige Krieg ein Krieg der Maschinen sei. Sowie, dass Geschwindigkeit und Überraschung weiterhin Elemente seien, die für die Kavallerie sprächen.
Während der 1920er Jahre setzte die französische Kavallerie auf Halbkettenfahrzeuge. Diese boten eine bessere Geländegängigkeit als Radfahrzeuge und ermöglichten gleichzeitig eine höhere Geschwindigkeit als reine Kettenfahrzeuge. Führender Hersteller in diesem Bereich war Citroen-Kégresse ein Wettbewerber von Renault. Im Jahr 1931 kaufte die französische Kavallerie 50 AMR P28, was den Inhaber von Renault, Louis Renault, herausforderte. Zudem verliefen die Versuche mit diesem Fahrzeug für die Kavallerie sehr unbefriedigend.

## Entwicklung
In einer Besprechung zwischen Renault und Géneral Jean Flavigny im Jahr 1934 wurden einige Beschwerden der Besatzungen des zuvor eingeführten AMR 33 geäußert, die mit dessen Erprobung beauftragt waren. Der enge Kampfraum mit dem seitlichen Motor und der Geräuschbelastung und den Vibrationen erschöpfte die Besatzungen der Fahrzeuge bei längeren Einsätzen erheblich. Géneral Flavigny legte dar, dass man sich von Seiten der Truppe ein konventionelleres Design mit hinten liegendem Motor als besser geeignet vorstellte.
Renault überarbeitete den Entwurf des AMR 33, das entsprechend der neuen Anforderung eine größere Wanne benötigte, was jedoch auch gleichzeitig den Einbau eines größeren Gefechtsturmes ermöglichte. Dies wiederum führt dazu, dass eine größere Hauptbewaffnung möglich wurde. Ein Prototyp des neuen Fahrzeugs wurde im April 1934 an die Erprobungsstelle der Commission d’Expérience du Matériel Automobile (CEMA) in Vincennes ausgeliefert. Man stellte erwartungsgemäß fest, dass dieses Fahrzeug gegenüber dem AMR 33 eine gute Weiterentwicklung darstellte und der neue Typ, Renault ZT, wurde als AMR Renault Modèle 1935, kurz AMR 35, eingeführt.

## Renault ZT (ZT1)
Angesichts der politischen Entwicklung in Deutschland wurden unmittelbar 100 Fahrzeuge des neuen Typs bestellt. Hierbei gab es drei unterschiedliche Varianten:
- Renault ZT mit Turm „Tourelle Avis No.1“ – Bewaffnung 7,5-mm-Maschinengewehr
- Renault ZT mit Turm „Tourelle Avis No.2“ – Bewaffnung 13,2-mm-schweres Maschinengewehr Hotchkiss, diese Bewaffnung sollte mit panzerbrechender Munition in der Lage sein, auf eine Entfernung von 500 Metern 20 mm starke Stahlplatten zu durchdringen. -[6]
- ADF 1 „voiture de commandant d’escadron“ – Renault ZT mit einem speziellen Turm mit großer gebogener Antenne, als Führungsfahrzeug

Von den 100 am 3. Juli 1934 bestellten Fahrzeugen sollten 92 Stück unter der Bezeichnung „AMR 35“ produziert werden; davon wiederum sollten 31 eine Funkausstattung haben. Weitere 8 Fahrzeuge der „AMR 35 ADF 1“ waren als Befehlspanzer bestellt.
Mit zwei weiteren Aufträgen aus dem Jahr 1936 stieg die Gesamtzahl der bestellten Fahrzeuge auf 200 Stück. Dokumentiert sind die Fertigung von ca. 167 Fahrzeugen mit MG-Bewaffnung, davon 87 mit 7,5-mm-MG und 81 mit 13,2-mm-MG, sowie 13 ADF 1. Durch die weitere Entwicklung wurden die Fahrzeuge mit der Maschinengewehrbewaffnung zur Ausführung AMR 35 ZT1.
Mitte Februar 1934 war der Abnahmekommission ein erstes Fahrzeug mit neuem Antriebsaggregat vorgestellt worden. Der AMR 35 (ZT1) war etwas größer als der AMR 33; die Höchstgeschwindigkeit lag bei 55 km/h. Die Panzerung war maximal 13 mm stark, die Bewaffnung bestand allerdings nur aus einem Maschinengewehr.

## Varianten

### Renault ZT2
Während die Produktion des AMR 35 lief, wurde eine neue Bewaffnung für Panzer verfügbar. Die modifizierte Canon antichar de 25mm (eine 25 mm Panzerkanone). Die Kavallerie stellte für die französischen Infanteriedivisionen eine Aufklärungsgruppe, die GRDI (groupe de reconnaissance de divisions d’infanterie), welche einen schnellen Panzer mit leistungsfähiger Bewaffnung erhalten sollte.
Dieser Anforderung folgend, entwickelte Renault zwei Fahrzeuge, den Renault ZT2 und den Renault ZT3. Beide Fahrzeuge wurden entsprechend der Forderung bewaffnet.
Der neue AMR 35 ZT2 erhielt eine neu entwickelte Version des APX 5 - Turm, die Auslieferung erfolgte jedoch erst ab 1939. Von den bestellten 200 AMR 35 wurden 10 für diesen Typen reserviert.

### Renault ZT3
Der ZT3 wurde ohne Turm konzipiert und hatte, in der Art eines Sturmgeschütz, die Waffe in einer Kasematte verbaut. Auch von diesem Fahrzeug wurden aus dem Originalvertrag des AMR 35 10 Fahrzeuge zugeordnet, wodurch der Gesamtvertrag erfüllt war. Mit der 25-mm-Kanone in Kasemattbauweise war der Renault ZT3 als Jagdpanzer (Seitenrichtbereich 20°) vorgesehen und damit der Panzeraufklärungstruppe gewisse Möglichkeiten zur Panzerabwehr geben.

### Renault ZT4
Die Originalausführung des AMR 35 erfüllte nicht die Anforderungen der französischen Kolonialstreitkräfte. Für die tropischen Bedingungen in Indochina wurde ein Typ mit verbesserter Lüftung und Kühlung verlangt. Da von diesen Truppen noch das Maschinengewehr Hotchkiss M1914 als Standardwaffe verwendet wurde, wurde die Ausstattung auch der neuen Fahrzeuge mit dieser Waffe gewünscht. Die französische Militäradministration entschied jedoch, dass es billiger sei, die alten FT-Türme auf die neuen Chassis zu setzen, was von den zukünftigen Benutzern strikt abgelehnt wurde. Doch die Ablösung der alten Renault FT war dringend erforderlich, so wurden im Jahr 1936 21 Fahrzeuge des Typs Renault ZT4 bestellt. Es sollten insgesamt 55 Fahrzeug gefertigt werden, von denen 18 den alten FT-Turm und die restlichen Avis-Türme erhalten sollten. Als Frankreich kapitulierte, waren nach Angaben von Vauvillier 47 und nach Angaben von Zaloga 3 Fahrzeugwannen fertiggestellt.

### Renault YS
Schon 1931 hatte die französische Armee ein gepanzertes Befehlsfahrzeug für seine Panzerverbände gefordert. Die erste Planung ging von einem Fahrzeug auf dem Fahrgestell des AMR 33 aus. Das VCLB (voiture de commandement et de liaisons blindées type M) wurde als Renault YS im September 1933 vorgestellt. Es hatte einen festen Aufbau ohne Drehturm. Nach der Prüfung des Entwurfs wurden im April 1934 von der Armee 10 Fahrzeuge bestellt. Da sich die Produktion verzögerte wurde der neue Typ ZT (AMR 35) als Basisfahrzeug verfügbar und letztlich wurden die 10 VCLB im Frühjahr 1938 ausgeliefert. Vier Fahrzeuge erhielt die Kavallerie, zwei die Mechanisierte Infanterie der Panzerdivisionen, zwei gingen an die Infanterie und zwei für die Erprobung an die Artillerie. Der Typ YS hatte einige technische Veränderungen gegenüber dem AMR 35. Der Motor war, um mehr Platz im hinteren Bereich zu schaffen, nach vorne verlegt worden. Der Aufbau war vergrößert um sechs Mann unterzubringen.
Die Artillerie sah ihre Anforderungen nicht erfüllt und forderte ein Beobachtungsfahrzeug (voiture blindée tous terrains d’observation d’artillerie). Dies führte zur Entwicklung des Renault YS2, bei dem in einem Gussturm ein Entfernungsmesser montiert wurde. Das Fahrzeug wurde im Rahmen der 2e DLM (Division légère mécanique) erprobt.

### Renault ZB
In der Entwicklung des AMR 35 wurden zwei verschiedene Modellvarianten vorgeführt, die als Modell Renault ZT bezeichnete und mit einer Tandemachse ausgerüstete Variante wurde angenommen. Die zweite Variante ZB mit zwei Tandemachsen wurde hingegen verworfen, obwohl dieses Fahrwerk später im R 35 eingebaut wurde. Im März 1936 bestellte die Republik China jedoch zwölf Stück der ZB-Variante. Einige Monate später orderte die Provinzregierung von Yunan nochmals vier Stück. Diese vier Panzer kamen im Jahr 1938 zur Auslieferung, die übrigen wurden erst 1940 geliefert.

## Einsatz
Wegen der dauernden Verzögerungen konnte der erste AMR 35 erst am 22. April 1936 im Dienst genommen werden. Anders als der Name vermuten lässt, war er nicht zur Aufklärung gedacht, sondern wurde als leichter Begleitpanzer der motorisierten Infanterie verwendet. Zwischenzeitlich hatte die Firma Citroën versucht, mit ihrem neuentwickelten AMR Citroën P103 ins Geschäft zu kommen und den Vertrag zu übernehmen. Dieses Fahrzeug hatte eine vollkommen neuartige, hydraulische Fahrgestellaufhängung, konnte sich jedoch nicht durchsetzen.

## Zweiter Weltkrieg

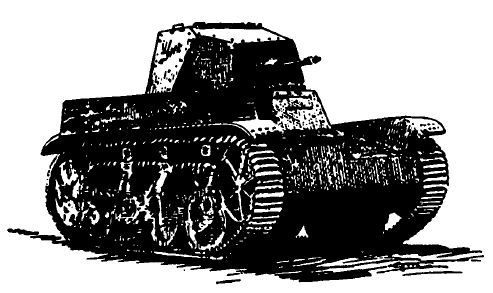

Zur Schlacht um Frankreich waren 120 AMR 33 und 187 AMR 35 bereits ausgeliefert und auf drei Schwadronen der 1e DLM und der 2e DLM (Division légère mécanique), (je Division 66 AMR 35 Panzer); je eine Schwadron in vier Leichten Kavallerie-Divisionen (je Division 22 Panzer; die 1e DLC verwendete den AMR 35), je ein Zug in fünf Mechanisierten Infanterie-Divisionen (je Division zwei ZT 2 und zwei ZT 3) aufgeteilt worden. Die Ausfallquote betrug bereits ohne Kampfhandlungen teilweise bis zu 40 %.
Während der Kampfhandlungen stellte sich heraus, dass sogar das 13,2-mm-Maschinengewehr bereits gegen leichte deutsche Panzerspähwagen nichts ausrichten konnte.
Letztlich mussten die meisten der Fahrzeuge wegen technischer Mängel aufgegeben werden.

## Weitere Verwendung
Einige der von der deutschen Wehrmacht erbeuteten Fahrzeuge wurden für eigene Zwecke umgebaut und eingesetzt.

### Panzerspähwagen ZT I 702 (f)
Seitens der deutschen Fremdgerätekennungen scheint pauschal die Bezeichnung ZT I für alle AMR 35 mit Drehturm verwendet worden zu sein. Es ist davon auszugehen, dass die Kennzeichnung „I“ nicht immer benutzt worden ist und das Fahrzeug auch in der Literatur gelegentlich nur als Panzerspähwagen ZT 702 (f) bezeichnet wird.

### Panzerspähwagen ZT II 703 (f)
Entgegen der Renault Typenkennzeichnung hat die Wehrmacht offensichtlich den Renault ZT3 mit dem Kasematt-Aufbau für die 2,5-cm-Kanone als zweites Fahrzeug der ZT-Reihe eingeordnet. Trotz der geringen Stückzahl erhielt das Fahrzeug eine eigene Kennnummer (Panzerspähwagen ZT II 703 (f)).

### Panzerbefehlswagen 770 (f)
In den Kennblättern fremden Geräts wird auch der Renault YS als Beutefahrzeug angegeben. Hierbei erhielt das Fahrzeug die Bezeichnung Panzerbefehlswagen 770 (f).

### 8-cm-sGrW 34 auf Panzerspähwagen AMR (f)
Die leichten Fahrzeuge der AMR-Reihe eigneten sich mit ihren Fahrwerken und der Motorisierung kaum für den Einbau schwerer Geschütze. Doch der Wunsch nach weiterer Verwendung war auf deutscher Seite gegeben. So wurde eine geringe Zahl von Renault ZT-Fahrzeugen mit einem nach oben offenen, 10-mm-stark gepanzerten Aufbau versehen, in dem sich ein deutscher 8-cm-Granatwerfer 34 befand. Das Gefechtsgewicht lag bei neun Tonnen, das Fahrzeug hatte eine Besatzung von vier Mann.